# Walckenaeria allopatriae
Walckenaeria allopatriae är en spindelart som beskrevs av Rudy Jocqué och Nikolaj Scharff 1986. Walckenaeria allopatriae ingår i släktet Walckenaeria och familjen täckvävarspindlar.
Artens utbredningsområde är Tanzania. Inga underarter finns listade i Catalogue of Life.